# 왕소군

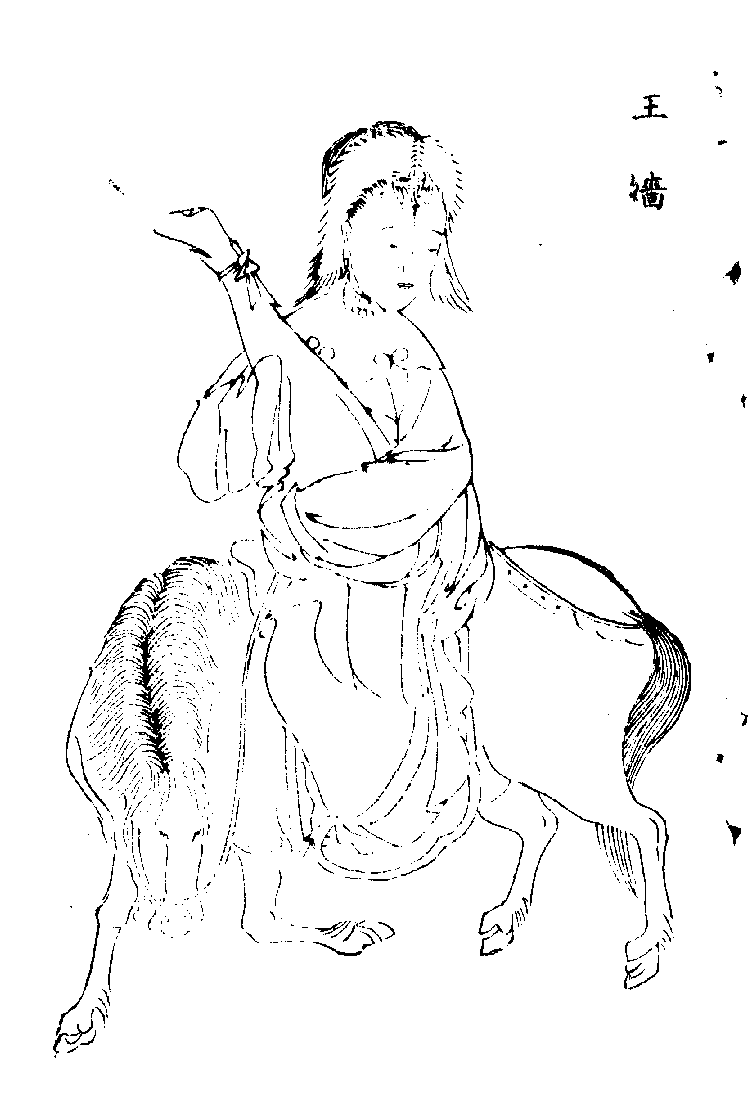
왕소군의 초상

왕소군(王昭君, 기원전 1세기 ~ ?)은 흉노의 호한야 선우(呼韓邪單于), 복주류약제 선우(復株絫若鞮單于)의 연지(처)로, 본래 한나라 원제의 궁녀였다. 이름은 장(嬙, 출전은 한서)이다. 성을 왕, 자를 소군이라고 하여 보통 왕소군이라고 불리며 후일 사마소(司馬昭)의 휘(諱)를 피하여 명비(明妃), 왕명군(王明君) 등으로도 일컬어졌다. 형주 남군(현재의 호북성 사시) 출신으로 서시, 양귀비, 우희와 함께 고대 중국 4대 미녀들 중 1명으로 손꼽히는 인물이다.

## 생애
전한의 원제 시대, 흉노의 호한야 선우가 한나라의 여성을 연지로 달라고 해, 왕소군이 선택되어 그의 장남을 낳았다. (당시의 상황으로 보아 변방의 세력을 달래기 위해 보냈다는 설도 있다.) 이후 호한야 선우가 사망하자, 당시 흉노의 관습대로 아들 복주류약제 선우의 처가 되어 둘째 딸을 낳았다.
한족은 부친의 처첩을 아들이 물려받는 것을 꺼려하여, 이것이 왕소군의 비극으로 민간에 전승되었다.
황량한 초원지대가 대부분이었던 흉노의 땅에서, 다시는 돌아갈 수 없는 고향땅을 그리며 느꼈을 왕소군의 감정을 당의 시인 동방규는 "소군원"이라는 시에서 노래한다.
그 시구 중에 "봄은 왔으나 봄같지 않구나(春來不似春)"라는 구절은 흉노 땅의 봄을 맞이했음에도 고향 땅의 봄같지 않아 더욱 사무치게 고향이 그립다는 그녀의 애절한 심정이 잘 나타나 있다.
지금도 이 시구인 춘래불사춘(春來不似春)은 그리움의 인용구로 널리 쓰이고 있다.
이후 왕망에 의해 신나라가 건국되고 60세가 되던 해에 병을 얻어 돌무덤에 안장되었는데, 사람들은 그 무덤을 일컬어 소군묘(昭君墓) 혹은 청총(靑塚)이라고 부른다.

## 출전
《서경잡기》에 따르면, 원제는 흉노에게 보내는 여성으로 후궁 중 가장 추한 여성으로 선택하기 위해 초상화에 그려진 가장 보기 흉한 여성을 선택한 것이다. 초상화를 그리던 장인에게 뇌물을 주지 않았던, 왕소군은 가장 보기 흉하게 그려져 있었기 때문에 왕소군이 선택된 것이다. 황제에게 이별을 알리기 위해 마련된 자리에서 원제는 왕소군의 아름다움에 정신을 빼앗겼지만, 어쩔 수 없이 보내고 말았고 격노한 원제는 화상의 목을 쳤다고 한다. 그 후 호한야 선우가 죽고, 흉노의 관습대로 복주류약제 선우의 처가 되었다.
이러한 이야기는 후한 시대의 《서경잡기》(西京雜記)에 실렸던 것이, 진나라 때 왕명군사(王明君辭), 원의 마치원의 잡극 한궁추(漢宮秋) 등으로 작품화되었다.

## 관련 작품
왕소군을 다루는 작품은 다음과 같다.
- 당나라 백거이, 왕소군이수(王昭君二首)
- 왕안석의 명비곡(明妃曲)
- 두보의 영회고적(詠懷古蹟：明妃村)
- 조우(曹禺)의 극본 왕소군(王昭君)

## 같이 보기
- 양귀비
- 서시
- 초선